# A.C.E. (中西圭三の曲)
「A.C.E.」（えーしーいー）は、中西圭三の11枚目のシングル。

## タイアップ
「A.C.E.」は、代々木ゼミナールCMソング。
タイトルは「affection」「conviction」「emotion」の3つの単語の頭文字から付けられている。
2020年、『赤江珠緒 たまむすび』（TBSラジオ）のコーナー「竹山、ガムテープ買ってきて」にて、「A.C.E.」を2音下げて再生すると松井秀喜が歌っているように聴こえるという調査依頼があり、番組で調査結果を発表したところ、中西本人からも反応があり、同番組でのゲスト出演や同番組の日本武道館で行われたイベント（2022年9月21日開催）にて歌うオリジナルソングの制作（作詞は赤江、作曲は中西）にもつながった。

## 収録曲
全曲作曲：中西圭三　編曲：小西貴雄
1. A.C.E.
  - 作詞：売野雅勇
2. まわりみち
  - 作詞：朝水彼方
3. A.C.E.（オリジナル・カラオケ）